# Ludmila z Poděbrad
Ludmila z Poděbrad (16. října 1456 – 20. ledna 1503 Lehnice) byla česká princezna, dcera českého krále Jiřího z Poděbrad a jeho manželky Johanky z Rožmitálu. Provdala se za lehnického a břežského knížete Fridricha I.
Od dětství byla objektem sňatkové politiky svého otce Jiřího z Poděbrad. Ve čtyřech letech byl navržen její sňatek s bavorským knížetem Jiřím Bavorským, synem Ludvíka IV. Bohatého. Po ztroskotání tohoto plánu jí otec o rok později zasnoubil s uherským magnátem Vavřincem Ujlakim. Když se ani tento sňatek nerealizoval, uzavřel král Jiří z Poděbrad rodovou smlouvu s polským králem Kazimírem Jagellonským, podle které se Ludmila měla stát manželkou jeho syna Vladislava. Nakonec ani tento projekt nevyšel a Ludmila se 5. září 1474 provdala v Lehnici za lehnického knížete Fridricha I. Z tohoto manželství vzešli tři synové a dcera:
- Jan I., (1477–1495)
- Fridrich II., kníže lehnický, břežský a olavský († 1547)
- Jiří I., kníže břežský (mezi 1481/1483 – 30. srpna 1521)

Po smrti svého manžela se Ludmila v letech 1488–1498 titulovala kněžna slezská, lehnická a zlotoryjská a spravovala lehnické knížectví na místě svých nezletilých potomků. Po své smrti byla 22. ledna 1503 pohřbena v kartuziánském klášteře v Lehnici. Jejím nástupcem se stal syn Fridrich II. Lehnický, který byl v roce 1526 jedním z kandidátů na český královský trůn.